# Cuneo

Cuneo (piemontsko in francosko Coni) je mesto v severozahodni Italiji in sedež istoimenske pokrajine. Po podatkih iz leta 2004 mesto ima 56.000 prebivalcev. Je tudi sedež rinskokatoliške škofije (združene Cuneo-Fossano od 2023). 